# Мале Муне
Мале Муне (хорв. Male Mune) — населений пункт у Хорватії, у Приморсько-Горанській жупанії у складі громади Матулі.

## Населення
Населення за даними перепису 2011 року становило 103 осіб.
Динаміка чисельності населення поселення:

## Клімат
Середня річна температура становить 8,69 °C, середня максимальна – 20,95 °C, а середня мінімальна – -5,32 °C. Середня річна кількість опадів – 1582 мм.
| Клімат поселення                              | Клімат поселення | Клімат поселення | Клімат поселення | Клімат поселення | Клімат поселення | Клімат поселення | Клімат поселення | Клімат поселення | Клімат поселення | Клімат поселення | Клімат поселення | Клімат поселення | Клімат поселення |
| Показник                                      | Січ.             | Лют.             | Бер.             | Квіт.            | Трав.            | Черв.            | Лип.             | Серп.            | Вер.             | Жовт.            | Лист.            | Груд.            |                  |
| Середній максимум, °C                         | 6,08             | 6,77             | 8,89             | 12,87            | 17,25            | 20,95            | 20,37            | 20,66            | 17,03            | 13,16            | 7,83             | 4,49             |                  |
| Середня температура, °C                       | 0,37             | 1,08             | 3,21             | 7,18             | 11,56            | 15,26            | 17,37            | 17,68            | 14,04            | 10,16            | 4,84             | 1,50             |                  |
| Середній мінімум, °C                          | −5,32            | −4,6             | −2,49            | 1,49             | 5,86             | 9,57             | 14,39            | 14,67            | 11,06            | 7,17             | 1,85             | −1,5             |                  |
| Норма опадів, мм                              | 116              | 97               | 118              | 131              | 121              | 142              | 97               | 116              | 136              | 166              | 187              | 155              |                  |
| Середньомісячна швидкість вітру, м/с          | 2.36             | 2.62             | 2.74             | 2.68             | 2.45             | 2.33             | 2.21             | 2.23             | 2.23             | 2.46             | 2.55             | 2.53             |                  |
| Середньомісячна сонячна радіація, кДж/м²·день | 4519             | 7404             | 10469            | 14655            | 18652            | 20207            | 21254            | 18079            | 13549            | 8972             | 4854             | 3791             |                  |
| --------------------------------------------- | ---------------- | ---------------- | ---------------- | ---------------- | ---------------- | ---------------- | ---------------- | ---------------- | ---------------- | ---------------- | ---------------- | ---------------- | ---------------- |
| Джерело:                                      |                  |                  |                  |                  |                  |                  |                  |                  |                  |                  |                  |                  |                  |